# 10619 Ninigi
10619 Ninigi è un asteroide della fascia principale. Scoperto nel 1997, presenta un'orbita caratterizzata da un semiasse maggiore pari a 2,3590503 UA e da un'eccentricità di 0,0615209, inclinata di 7,86526° rispetto all'eclittica.